# برنارد ليون شوارتز
برنارد ليون شوارتز (بالإنجليزية: Bernard L. Schwartz)‏ هو شخصية أعمال أمريكي، ولد في 12 ديسمبر 1926 في بروكلين في الولايات المتحدة.

## وصلات خارجية
- برنارد ليون شوارتز على موقع إن إن دي بي (الإنجليزية)